# 420024
420024 – wspólny album studyjny ReTo oraz Borixona. Wydawnictwo ukazało się 30 kwietnia 2020 roku nakładem wytwórni muzycznej Chillwagon.co.

## Lista utworów
| Nr  | Tytuł utworu                      | Produkcja         | Długość |
| --- | --------------------------------- | ----------------- | ------- |
| 1.  | „420024”                          | SecretRank        | 2:56    |
| 2.  | „Bonsai”                          | Deemz             | 3:05    |
| 3.  | „Co cię trapi”                    | SecretRank        | 3:10    |
| 4.  | „Deadphone”                       | Deemz             | 2:51    |
| 5.  | „Milion w godzinę”                | SecretRank        | 2:49    |
| 6.  | „Trapsport”                       | Deemz             | 3:00    |
| 7.  | „Shake”                           | Deemz, SecretRank | 2:40    |
| 8.  | „Avemariah”                       | Kubi Producent    | 3:01    |
| 9.  | „Księga dżungli” (gościnnie: Avi) | Louis Villain     | 3:12    |
| 10. | „Białe szaty”                     | SecretRank        | 2:37    |
|     |                                   |                   | 29:21   |

## Listy sprzedaży
| Lista | Kraj   | Pozycja |
| ----- | ------ | ------- |
| OLiS  | Polska | 2       |